# Будоні
Будоні (італ. Budoni, сард. Budoni) — муніципалітет в Італії, у регіоні Сардинія, провінція Сассарі. До 2016 року муніципалітет належав до провінції Ольбія-Темпіо.
Будоні розташоване на відстані близько 270 км на південний захід від Рима, 175 км на північ від Кальярі, 30 км на південний схід від Ольбії, 60 км на південний схід від Темпіо-Паузанії.
Населення — 5125 осіб (2014).
Щорічний фестиваль відбувається 29 серпня. Покровитель — S. Giovanni Battista.

## Демографія
Населення за роками:

Станом на 1 січня 2023 року в муніципалітеті офіційно проживало 317 іноземців з 31 країни, серед них 155 громадян країн Євросоюзу та 9 громадян України.

## Сусідні муніципалітети
- Позада
- Сан-Теодоро
- Торпе